# Союзне
Союзне (рос. Союзное) — село у Октябрському районі Єврейської автономної області Російської Федерації.
Входить до складу муніципального утворення Амурзетське сільське поселення. Населення становить 37 осіб (2010).

## Історія
Згідно із законом від 26 листопада 2003 року органом місцевого самоврядування є Амурзетське сільське поселення.

## Населення
| 2002 | 2010 |
| ---- | ---- |
| 45   | ↘37  |